# 심리학의 원리

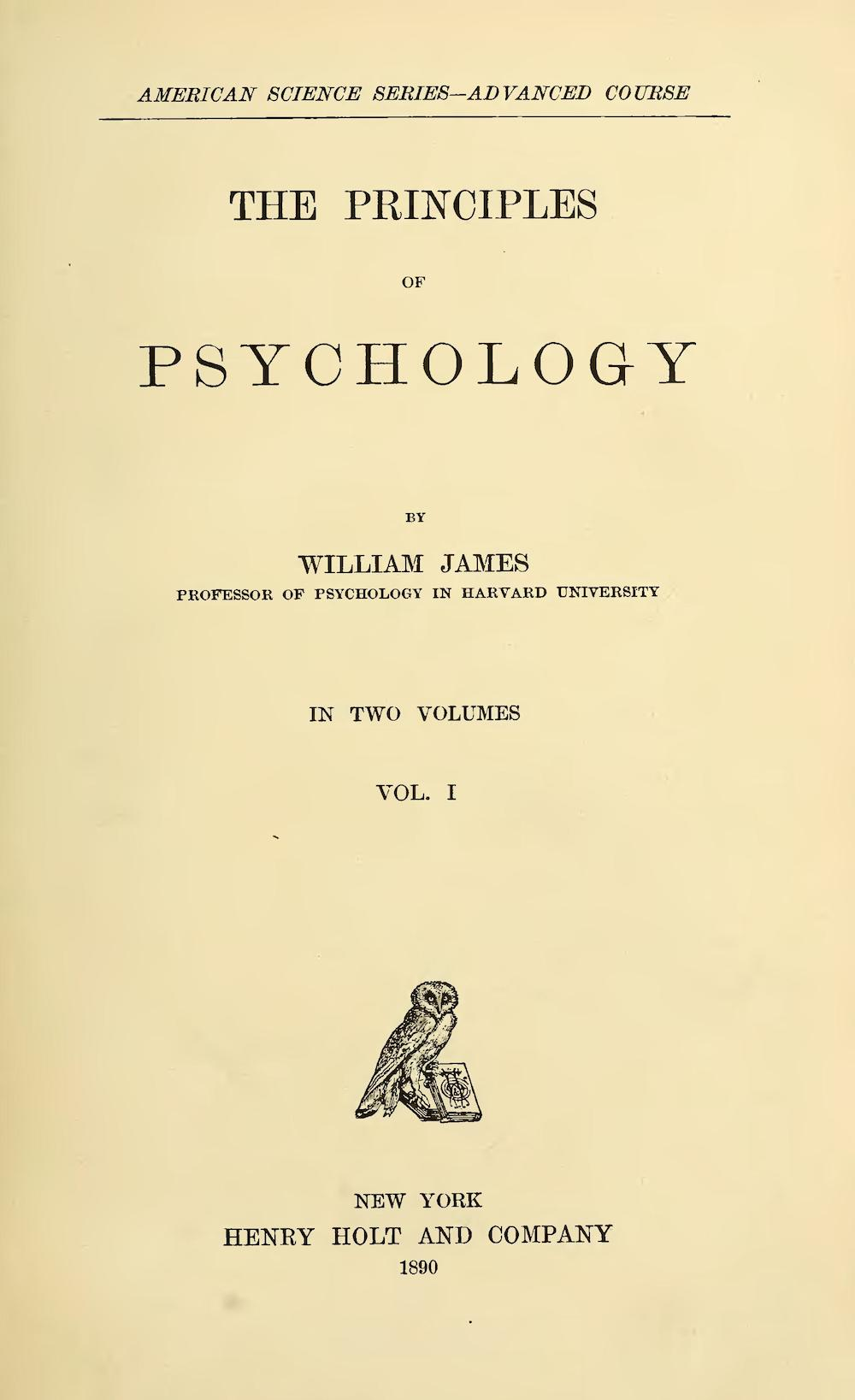

심리학의 원리(The Principles of Psychology)는 윌리엄 제임스가 저술한 2권으로된 심리학 원서이다.  하버드 대학교 심리학 교수로 재직시 1890년에 이 책을 뉴욕에서 출판하였다.
한편 윌리엄 제임스는 그후 2년후인 1892년 그랜빌 홀(Granville Stanley Hall,1844-1924), 조지 레드(George T. Ladd,1842-1921), 제임스 카텔과 함께 매사추세츠주에서 결성된 미국심리학회를 창설한 주요 멤버가 되었다.

## 주요 이슈
1권은 642페이지에 달하며 2권은 704페이지분량이다.
1권의 주요 주제로는 뇌의 기능(The Functions of the Brain,챕터2)과 심신문제와 관련된 정신물질가설(The Mind-stuff Theory,CHAPTER VI),의식,자동화가설,기억,의식의 흐름(Stream of consciousness),습관(Habit)등을 다루며  2권에서는 시각의 착시(illustions),감정(Emotion),의지(Will)등을 심도있게 다루고있다. 특히 감정(The Emotion,CHAPTER XXV)에서는 제임스-랑게 이론을 주의깊게 다루고있다.

### 제2의 천성인 습관
제임스는 제2의 천성이라는 용어를 처음 제시한 습관연구 분야의 선구자다.  제임스의 이 연구는 이후 실험심리학이 본격적으로 발전하는 토대를 마련하였다.

## 같이 보기
- 빌헬름 분트
- 캐텔